# Conrad Vogt-Svendsen
Conrad Vogt-Svendsen (født 6. marts 1914, død 1. december 1973) var en norsk præst, der er kendt for sin indsats for norske fanger under anden verdenskrig. Sammen med kollegaen Arne Berge var han sømandspræst i Hamburg, og de to udarbejdede fangelister, der senere blev brugt i hjælpeaktionen med de hvide busser.
Efter krigen var Vogt-Svendsen sømandspræst i Mobile i USA og senere i Genova. Fra 1951 var han hjemme i Norge, hvor han arbejdede med døve, fra 1968 som øverste præst for døve i landet.